# جيري ديفيس (كاتب)
جيري ديفيس (بالإنجليزية: Gerry Davis)‏ هو كاتب خيال علمي وكاتب سيناريو وكاتب بريطاني، ولد في 23 فبراير 1930 في إنجلترا في المملكة المتحدة، وتوفي في 31 أغسطس 1991 في فينسيا في الولايات المتحدة.

## وصلات خارجية
- جيري ديفيس على موقع IMDb (الإنجليزية)
- جيري ديفيس على موقع ميوزك برينز (الإنجليزية)
- جيري ديفيس على موقع أول موفي (الإنجليزية)
- جيري ديفيس على موقع قاعدة بيانات الأفلام السويدية (السويدية)
- جيري ديفيس على موقع قاعدة بيانات الفيلم (الإنجليزية)
- جيري ديفيس على موقع كينوبويسك (الروسية)